# Escudo de Grandas de Salime

El concejo asturiano de Grandas de Salime, como muchos otros, utiliza como escudo, pero sin sanción legal, el inventado por Octavio Bellmunt y Fermín Canella en su obra "Asturias".
Este escudo fue inventado por heraldistas, haciendo un escudo partido en cuatro y poniendo las cosas más características de este concejo, así por ejemplo nos encontramos: La Cruz de los Ángeles que indica la influencia que tuvo durante muchos años la iglesia ovetense sobre todo este concejo. La torre con él águila es el escudo de Castropol al que perteneció Grandas de Salime. Las colmenas nos indican la importancia que tuvo la miel para este concejo. El puente nos hace referencia al puente de Salime sobre el río Navia. Así pues su escudo es: Cuarteado en cruz.
- Primer cuartel: Cruz de los Ángeles en oro y piedras preciosas y acompañado por dos ángeles arrodillados.

- Segundo cuartel: torre almenada con un águila encima y sobre éste un cuerno, a ambos lados de la torre hay una palmera.

- Tercer cuartel: tres colmenas.

- Curato cuartel: entre peñas un puente.

Al timbre, corona del Príncipe de Asturias. 
- Datos: Q5838042